# Tokamak à configuration variable

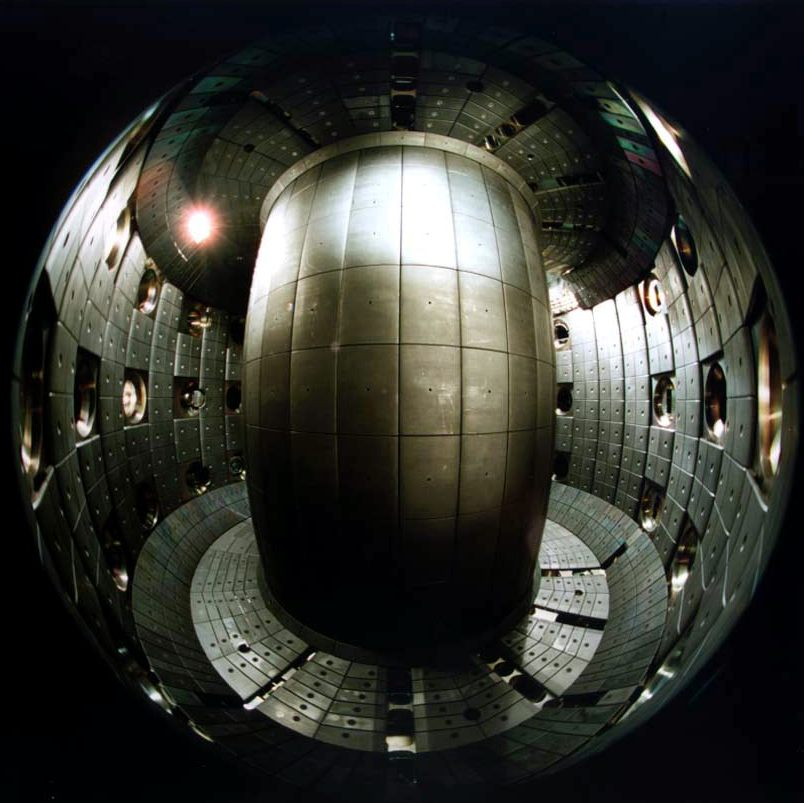
Innenraum des Tokamaks, mit Graphit-Platten ausgekleidet

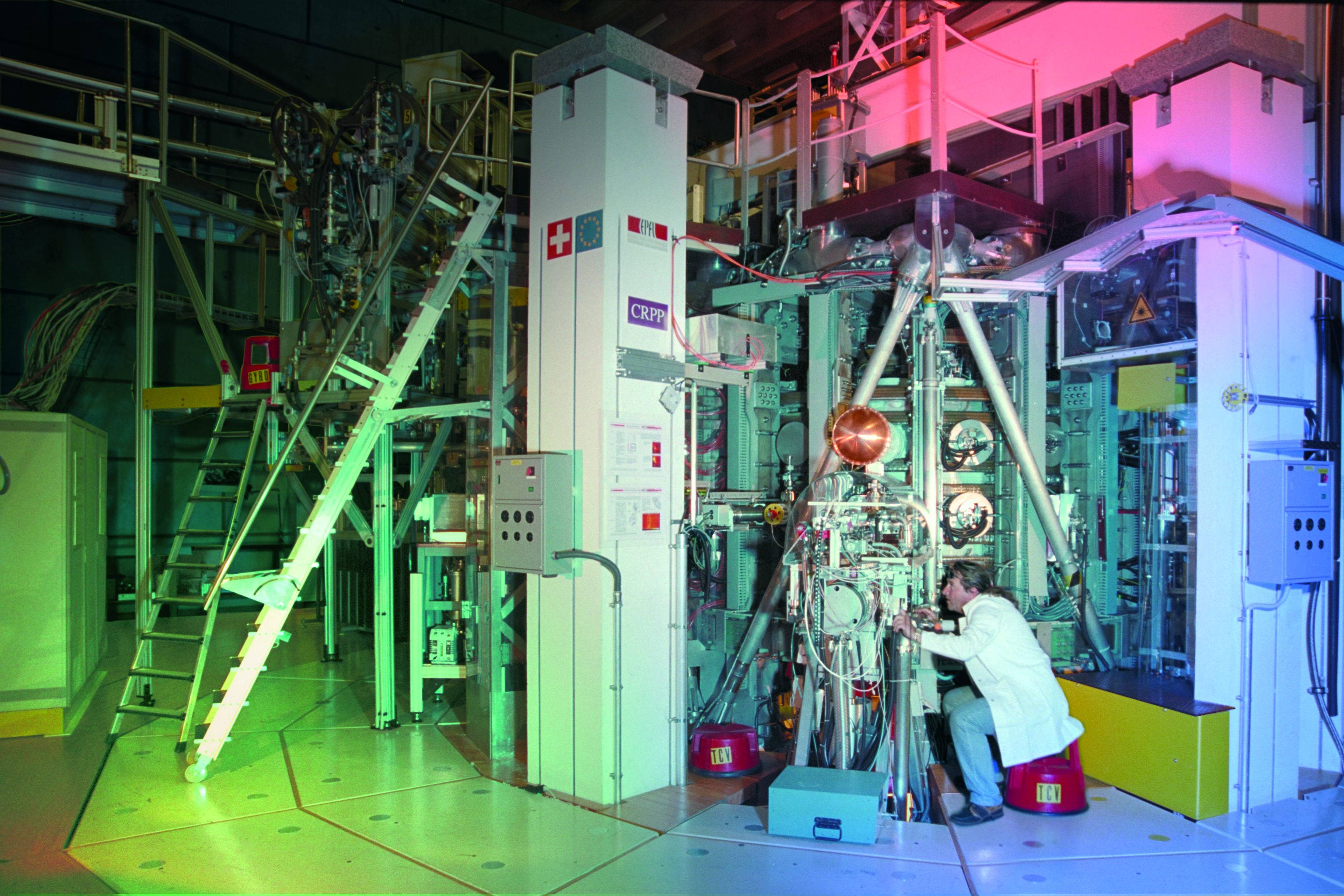

Der Tokamak à configuration variable (TCV) ist ein experimenteller Kernfusionsreaktor der École polytechnique fédérale de Lausanne (EPFL), er dient der Erforschung der Kernfusion. Der Reaktor wurde im Jahr 1992 auf dem Campus Lausanne in Betrieb genommen mit dem ersten Plasma im November. 1997 wurde eine Lebensdauer des Plasmas von 2 Sekunden erreicht. 2015 bis 2016 wurden Umbaumaßnahmen durchgeführt, insbesondere wurden neue Divertoren installiert.

## Technische Daten
- Höhe: 1,40 m
- kleiner Radius: 0,25 m
- Großer Radius: 0,88 m
- Volumen: 1,08 m3
- Maximaler Plasmastrom: 1,2 Megaampere
- Lebensdauer des Plasma: max. 2 s
- Magnetfeld: 1,43 Tesla
- Heizleistung: 4,5 Megawatt